# Arno Ehret
Arno Ehret (* 11. Dezember 1953 in Lahr/Schwarzwald) ist ein deutscher Handballtrainer und ehemaliger Handballspieler.

## Erfolge als Spieler
Ehret wurde als Spieler (Linksaußen) einmal deutscher Vizemeister mit dem TuS Hofweier sowie 1980 Handballer des Jahres  in Deutschland. Zudem errang er 1979 und 1981 die Torschützenkrone der deutschen Bundesliga (insgesamt 1275 Bundesliga-Tore). Er gehörte der bundesdeutschen Auswahl an, die 1978 Weltmeister wurde. Für die deutsche Nationalmannschaft erzielte er in 121 Länderspielen 308 Tore.
Für den Gewinn der Weltmeisterschaft 1978 erhielt er das Silberne Lorbeerblatt.
Nach der aktiven Karriere war der Realschullehrer für Sport und Mathematik unter anderem als Nationaltrainer der Schweiz und Deutschlands tätig.

### Stationen als Trainer
- November 1982[3]–1985: Spielertrainer TuS Hofweier (Vizemeister 1979)
- 1985/86: Trainer TuS Schutterwald (2. Bundesliga)
- August 1986–1993: Schweizer Handball-Nationaltrainer (Rang 4 A-WM 1993 Schweden)
- 16. März 1990–30. Juni 1990: TSV Bayer Dormagen[4]
- 1. Juni 1993–1997: Bundestrainer Deutschland (Rang 4 A-WM 1995 Island) und Sportdirektor des Deutschen Handballbundes (DHB)
- 1997–1999: Sportdirektor DHB
- 1999/00: Trainer VfL Gummersbach (1. Bundesliga)
- Juli 2000 bis Juli 2006: Trainer Schweizer Handballnationalmannschaft
- Arno Ehret arbeitete als Trainer des RTV Basel und ist am Institut für Sport der Universität Basel für den Handball zuständig
- Anfang 2013 bis Januar 2015 trainierte Arno Ehret den Rekordmeister GC/Amititia Zürich.
- von Dezember 2017 bis Ende Saison 2018: Kadetten Schaffhausen[5]
- von Februar 2019 bis Dezember 2019: GC/Amicitia Zürich[6]

## Erfolge als Trainer
Ehrets größter Erfolg als Trainer war der 4. Platz bei der WM 1993 in Schweden mit der Schweiz.
Damit gelang ihm das beste Ergebnis einer Schweizer Handballnationalmannschaft.